# 訃報 1993年6月
訃報 1993年6月（ふほう 1993ねん6がつ）では、1993年（平成5年）6月中に物故した、又は物故が報じられた人物についてまとめる。

## （1日 - 15日）

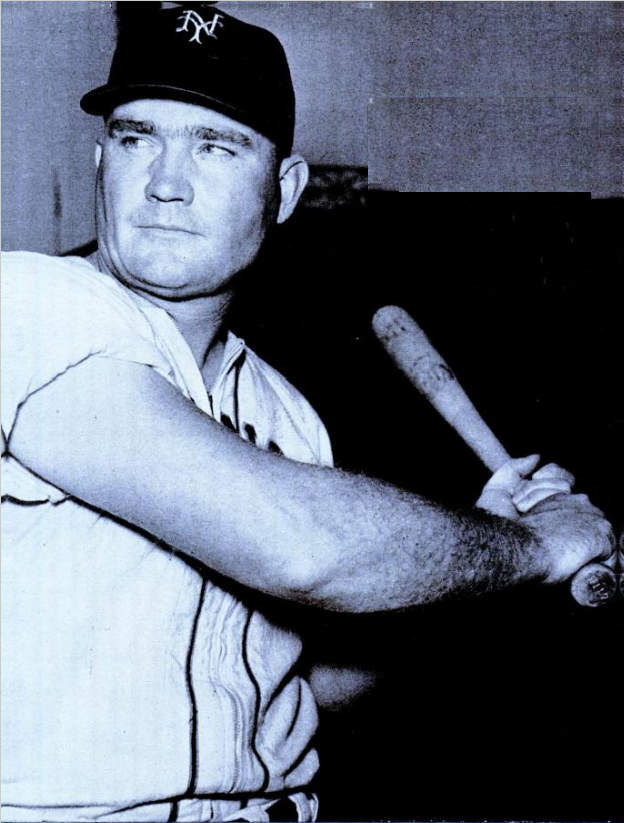
ジョニー・マイズ / 6月2日没

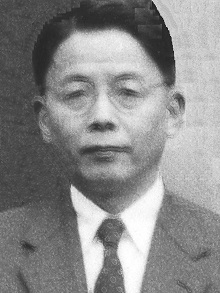
小谷正雄 / 6月6日没

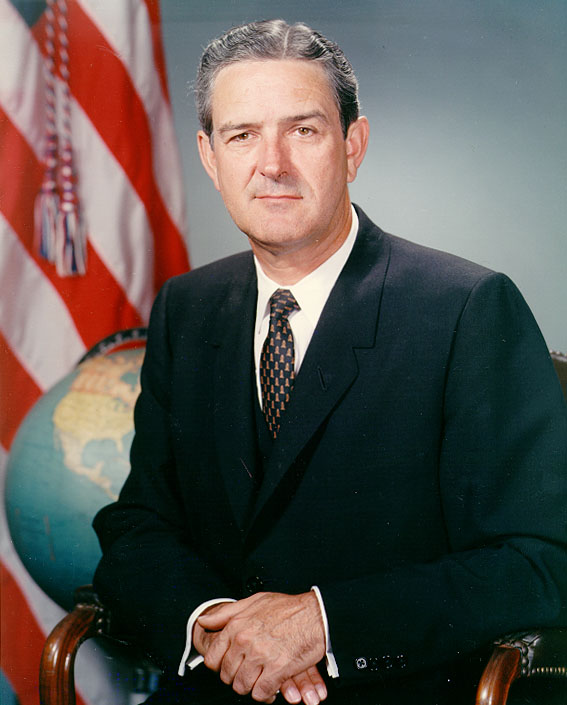
ジョン・コナリー / 6月15日没

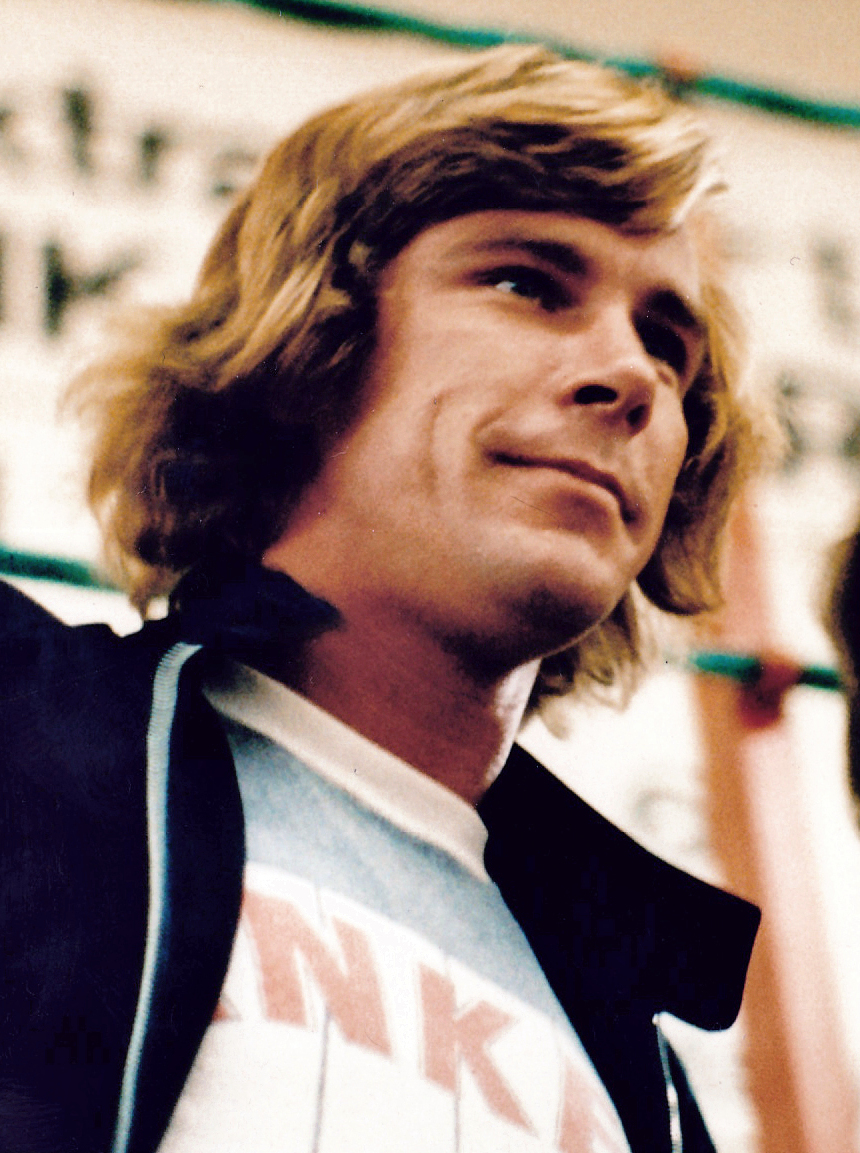
ジェームス・ハント / 6月15日没

- 6月2日 - ジョニー・マイズ、メジャーリーガー（* 1913年）
- 6月6日 - 小谷正雄、物理学者（* 1906年）
- 6月10日 - 猪俣公章、作曲家・作詞家（* 1938年）
- 6月10日 - アーリーン・オジェー、ソプラノ歌手（* 1939年）
- 6月14日 - 朝吹英一、音楽家・実業家（* 1909年）
- 6月15日 - ジョン・コナリー、元テキサス州知事・アメリカ合衆国財務長官（* 1917年）
- 6月15日 - 沖克己、元プロ野球選手（* 1918年）
- 6月15日 - ジェームス・ハント、F1レーサー（* 1947年）

## （16日 - 30日）

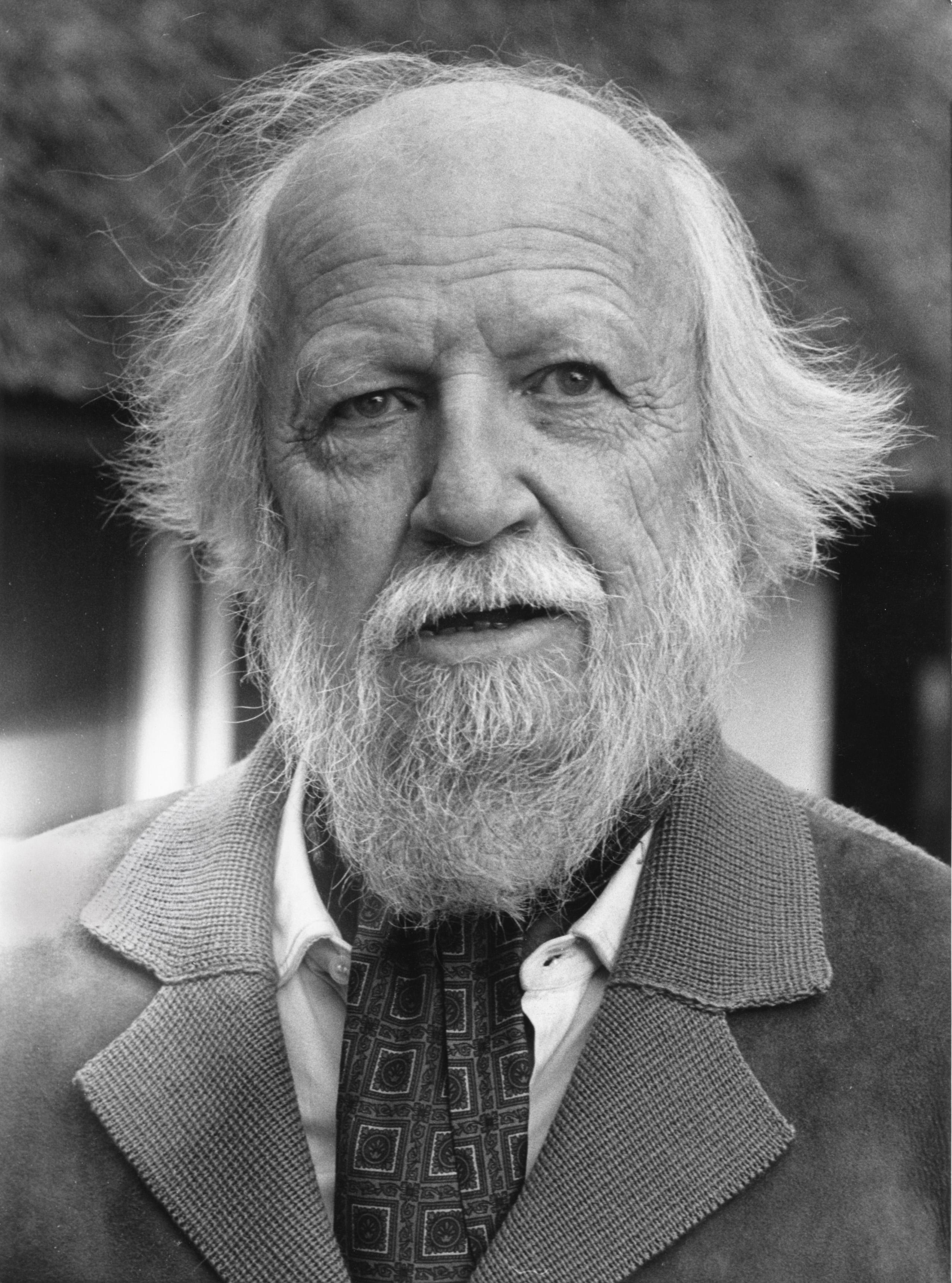
ウィリアム・ゴールディング / 6月19日没

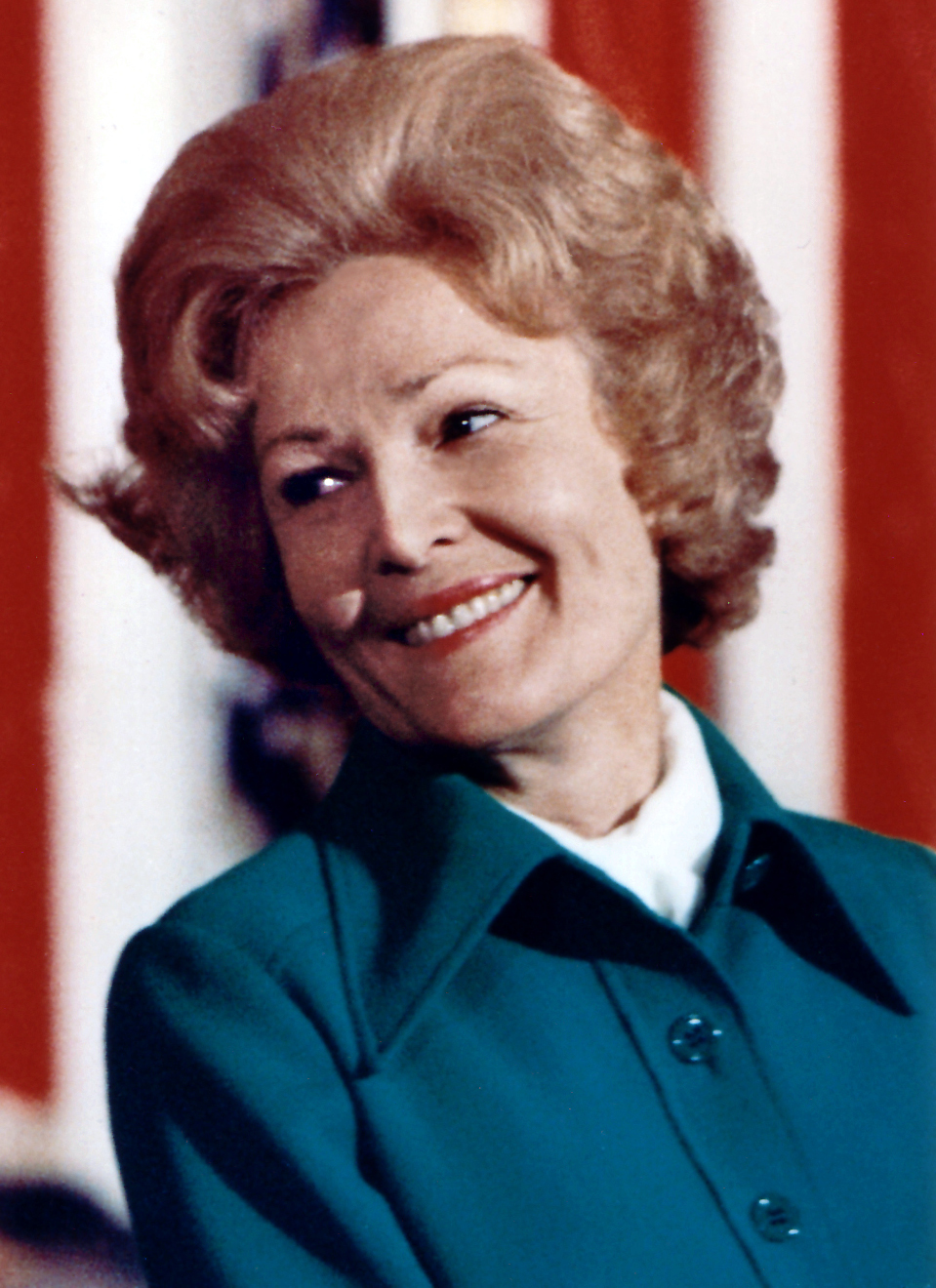
パット・ニクソン / 6月22日没

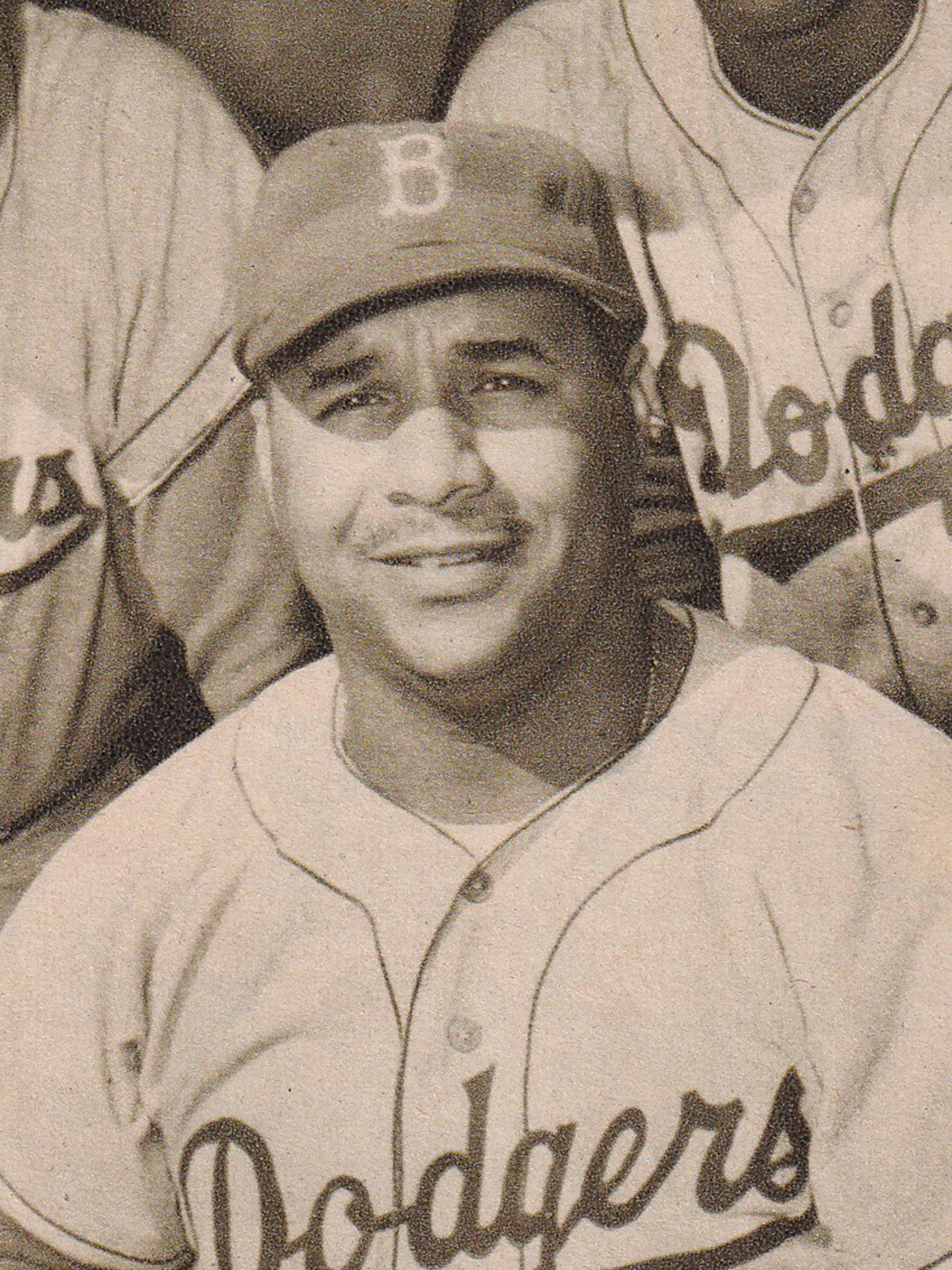
ロイ・キャンパネラ / 6月26日没

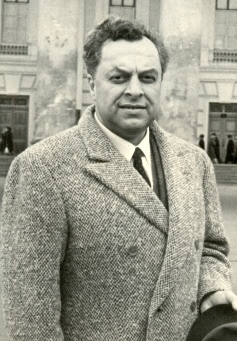
ボリス・クリストフ / 6月28日没

- 6月19日 - ウィリアム・ゴールディング、小説家（* 1911年）
- 6月22日 - パット・ニクソン、元アメリカ合衆国のファーストレディ（* 1912年）
- 6月23日 - ズデネク・コパル、天文学者（* 1914年）
- 6月26日 - ロイ・キャンパネラ、元メジャーリーガー（* 1921年）
- 6月28日 - ボリス・クリストフ、バス歌手（* 1914年）
- 6月28日 - GGアリン、パンク・ロックシンガー（* 1956年）
- 6月29日 - 富山誠、宗教家、幸福の科学創始者大川隆法の兄 (* 1952年)
- 6月30日 - ウォン・カークイ、ミュージシャン、BEYONDリーダー（* 1962年）